# Błąd drugiego rodzaju
Błąd drugiego rodzaju (błąd drugiego typu, błąd przyjęcia, beta-błąd, ang. false negative) − błąd polegający na nieodrzuceniu hipotezy zerowej, która jest w rzeczywistości fałszywa.
Oszacowanie prawdopodobieństwa popełnienia błędu drugiego rodzaju oznaczamy symbolem β (mała grecka litera beta), a jego dopełnienie do jedności nazywane jest mocą testu.

## Przykład
W odniesieniu do oprogramowania antywirusowego błąd drugiego rodzaju polega na niewykryciu szkodliwego kodu. Innymi słowy, zainfekowany plik uznawany jest za bezpieczny.
W przypadku diagnoz medycznych błąd drugiego rodzaju oznacza brak rozpoznania choroby u pacjenta. Tzn. pomimo występowania schorzenia pacjent nie zostaje rozpoznany względem danego schorzenia.